# Bob-Europameisterschaft 1993
Die Bob-Europameisterschaft 1993 wurde am 16. und 17.  Januar im Zweierbob und am 22. und 23. Januar 1993 im Viererbob zum sechsten Mal auf der Natureisbahn  im schweizerischen St. Moritz ausgetragen. Sie wurde neben den Bob-Weltmeisterschaften Igls zu einer eigenständigen Veranstaltung außerhalb des Bob-Weltcups klassifiziert. Dementsprechend wurden bei der EM vier Läufe ausgetragen.
In der Saison zwischen den Olympischen Spielen von Albertville und Lillehammer richtete sich der Focus der meisten Auswahltrainer vor allem auf die Weltmeisterschaft in Igls. Da die EM als zusätzlicher Termin neben dem Weltcup nach einer längeren Weihnachtspause auf einer Natureisbahn ausgetragen wurde, war der Wert als Training für die auf Kunsteis ausgetragene Weltmeisterschaft eher begrenzt. So gab Bundestrainer Raimund Bethge den drei führenden deutschen Piloten Wolfgang Hoppe, Christoph Langen und Harald Czudaj die Möglichkeit, sich auf die WM vorbereiten und wie im Fall Hoppe auch Verletzungen auskurieren zu können. Deutsches Aushängeschild war daher der Olympiazweite von Albertville, Rudi Lochner. Neben ihm gingen Sepp Dostthaler und der in der Olympiasaison etwas in der Versenkung verschwundene Dirk Wiese an den Start.
Im Schweizer Boblager gab es einige Zeit etwas Sorgen um den Titelverteidiger Gustav Weder, der sich eine Verletzung in der Kniekehle zugezogen hatte. Die Schweizer Meisterschaften auslassend, ging der gesetzte Titelfavorit bei beiden EM-Wettbewerben an den Start. Ihm folgte im Zweierbob überraschend Celeste Poltera, der nach seinem Ausschluss aus dem Nationalkader im Sommer 1992 durch sein gutes Abschneiden bei den Schweizer Meisterschaften einen EM-Startplatz erhielt. Das eidgenössische Aufgebot komplettierten im Zweierbob Reto Götschi und im Viererbob der neuen Schweizer Meister Christian Meili.
Mit Ingo Appelt hatte Österreich nach dessen Olympiasieg im Viererbob eigentlich einen Titelfavorit in seinen Reihen, zudem war mit Hubert Schösser, der im Vorjahr EM-Bronze im Vierer gewonnen hatte, ein weiterer Medaillenkandidat hinzugekommen. Nachdem allerdings Appelts Vater im April 1992 gestorben war, entschloss sich der Olympiasieger, das väterliche Juweliergeschäft zu übernehmen und mit dem Bobsport aufzuhören.
Anhand der Weltcupwertung konnten nur bedingt Rückschlüsse auf weitere, vermeintliche Favoriten gezogen werden. Nach dem letzten Weltcup, der bereits Mitte Dezember 1992 in La Plagne stattgefunden hatte, lag in der Zweierbobwertung Weder vor dem Italiener Huber, an dritter Stelle der Amerikaner Brian Shimer. Bei den großen Schlitten war die Konkurrenz aus Übersee das Maß das Dinge, es führte Brian Shimer vor dem Kanadier Chris Lori und dem verletzten Wolfgang Hoppe.

## Zweierbob
In dem Feld von 23 Bobs aus 12 Nationen unternahm Titelverteidiger Gustav Weder den Versuch, seinen fünften Europameistertitel im Zweierbob feiern können. Dies gelang ihm in überzeugender Manier, da er in allen vier Läufen Bestzeit fuhr. Etwas überraschend belegte der erst zum zweiten Mal bei einer EM als Pilot startende Celeste Poltera den Silberrang und machte somit den Schweizer Doppelerfolg perfekt. Nach dem Weltmeistertitel von 1987, bei dem er im Zweierbob als Anschieber von Ralph Pichler fuhr, gewann Poltera nun seine erste internationale Medaille als Bobpilot. Sepp Dostthaler konnte mit Anschieber Mike Sehr nach einem spannenden Finale noch die Bronzemedaille bejubeln. Im letzten Lauf entriss mit er der drittbesten Laufzeit dem italienischen Duo Huber/Ticci noch das Edelmetall, am Ende betrug der Vorsprung 4 Hundertstel.
| Rang | Bob                                            | Gesamtzeit  | Rückstand |
| ---- | ---------------------------------------------- | ----------- | --------- |
| 1    | Schweiz I Gustav Weder Donat Acklin            | 4:18,91 min |           |
| 2    | Schweiz III Celeste Poltera Marco Battaglia    | 4:19,45 min | +0.54     |
| 3    | Deutschland II Sepp Dostthaler Mike Sehr       | 4:19,73 min | +0.82     |
| 4    | Italien I Günther Huber Stefano Ticci          | 4:19,77 min | +0.86     |
| 5    | Lettland Zintis Ekmanis Aldis Intlers          | 4:19,78 min | +0.87     |
| 6    | Deutschland I Rudi Lochner Markus Zimmermann   | 4:19,87 min | +0,96     |
| 7    | Schweiz II Reto Götschi Guido Acklin           | 4:20,29 min | +1.38     |
| 8    | Tschechien I Jiří Džmura Pavel Polomský        | 4:20,36 min | +1.45     |
| 9    | Österreich III Kurt Einberger Christian Swette | 4:20,40 min | +1.49     |
| 10   | Österreich I Hubert Schösser Harald Winkler    | 4:20,49 min | +1.58     |
| 11   | Deutschland III Dirk Wiese Michael Liekmeier   | 4:20,61 min | +1,70     |

## Viererbob
Während im Vorfeld vor allem die Schweizer Presse wie beim Zweierbob schon von einem Doppelerfolg der Eidgenossen träumte, sah der Zwischenstand nach dem ersten Wettkampftag doch ein wenig anders aus. Zwar führte der favorisierte Gustav Weder mit einem Vorsprung von 23 Hundertstel, dahinter belegten aber der Brite Mark Tout und der Vorjahresdritte Hubert Schösser aus Österreich die weiteren Medaillenränge. Auf dem vierten Rang lag Dirk Wiese mit seiner Crew, dem ganze sieben Hundertstel auf Silber und gar nur zwei Hundertstel auf Bronze fehlten. Der neue Schweizer Viererbob-Meister Christian Meili lag nur 15 Hundertstel hinter Wiese und konnte sich somit auch noch Hoffnungen auf eine Medaille machen. Am zweiten Wettkampftag konnte Weder durch zwei Laufbestzeiten seinen Vorsprung ausbauen und gewann letztlich souverän den Titel im Viererbob. Im Kampf um Silber wurde es im letzten Lauf nochmals spannend, nachdem sich die Reihenfolge nach dem dritten Lauf auf den vorderen Plätzen nicht geändert hatte. Mit gleicher Zeit wie Gustav Weder gelang Dirk Wiese der Sprung aufs Podest, er verdrängte den Briten Tout noch vom Silberrang. Für Wiese war es nach 1991, als er schon einmal EM-Silber im Viererbob gewann, die zweite internationale Medaille. Der Österreicher Schösser fuhr auch noch schneller als der Brite, so dass Tout letztendlich undankbarer Vierter wurde, während Schösser mit 2 Hundertstel Vorsprung seine Bronzemedaille vom Vorjahr erfolgreich verteidigen konnte.
| Rang | Bob                                                                                        | Gesamtzeit  | Rückstand |
| ---- | ------------------------------------------------------------------------------------------ | ----------- | --------- |
| 1    | Schweiz II Gustav Weder Donat Acklin Kurt Meier Domenico Semeraro                          | 4:13,45 min |           |
| 2    | Deutschland II Dirk Wiese Christoph Bartsch Oliver Rogge Wolfgang Haupt                    | 4:13,91 min | +0,46     |
| 3    | Österreich II Hubert Schösser Gerhard Redl Harald Winkler Gerhard Haidacher                | 4:13,99 min | +0.54     |
| 4    | Vereinigtes Königreich I Mark Tout Chris Symonds Courtney Rumbolt Lenox Paul               | 4:14,03 min | +0.58     |
| 5    | Schweiz I Christian Meili Bruno Gerber Christian Reich Gerold Löffler                      | 4:14,24 min | +0.79     |
| 6    | Schweiz III Reto Götschi Guido Acklin Thomas Zumbühl Beat Seitz                            | 4:14,91 min | +1.46     |
| 7    | Deutschland III Sepp Dostthaler Harald Philipp Mike Sehr Olaf Hampel                       | 4:15,07 min | +1.62     |
| 8    | Frankreich I Christoph Flacher Claude Dasse Thierry Tribondeau Max Robert                  | 4:15,22 min | +1.77     |
| 9    | Deutschland I Rudi Lochner Kai-Uwe Kohlert Uwe Höring Markus Zimmermann/ Michael Liekmeier | 4:15,43 min | +1.98     |
| 10   | Vereinigtes Königreich II Sean Olsson Vernon Bramble Dean Ward Eric Sekwalor               | 4:15,85 min | +2.40     |

## Medaillenspiegel
| Platz | Nation      | Gold | Silber | Bronze |
| ----- | ----------- | ---- | ------ | ------ |
| 1     | Schweiz     | 2    | 1      | 0      |
| 2     | Deutschland | 0    | 1      | 1      |
| 3     | Österreich  | 0    | 0      | 1      |